# مات هاتر
مات هاتر (بالإنجليزية: Matt Hatter Chronicles)‏ هو مسلسل رسوم متحركة بريطاني-كندي، من إنتاج أرك برودكشين وبلاتينوم فيلم ودريم ميل.

## الشخصيات

### الأبطال
- مات
- روكسانا الكسيس
- غوميز
- الفريد هاتر
- تينيروك

### عائلة مات
- هاري هاتر
- ميج هاتر
- الفريد هاتر
- مارلون

### الأشرار
- تينوروك
- كرو
- الفارس الأسود
- العقرب
- ريد بيرد
- المومياء
- زيرونا
- سايبر ريسر
- الدكتور فوسيل
- باندورا
- مينوتور
- سيكلوبس
- بسيم
- الفينيق الناري
- إيغيريس
- إيغور
- جاك السام
- ميدوسا
- البروفسور فلاديمير غورسكي
- وروولف
- ملك القردة
- الكابتن لايتنينغ
- مارلين
- جنيرال فوتشوب
- فليبستير
- الصيادة
- اركانا
- كاندي كين
- الدكتور جيكل والسيد هايد
- الملكة ايسيس
- مصاص الدماء فنوم
- فيبيوس
- الرئيس زومبي
- سويتش
- ماغنيفيكيو
- كيوبيد
- تيك توك
- ترول
- غانستر باغ
- شيناتورا
- سلامدرويد
- إكاروس
- رازفي
- بيوبرماستر
- توكسيك جاك
- العقيد رصاص
- الجني فليبستر

## الأصوات العربية
- حسان حمدان - مات
- نسرين مسعود - روكسانا الكسيس( في المواسم الثالثة)
- رالين داغرروكسانا الكسيس( الموسم الرابع)
- رودي قليعاني - غوميز
- سعد حمدان - تينوروك
- فؤاد شمص - هاري، كرون
- جيهان الملا - ميج
- فادي الرفاعي
- ريتشارد ياني
- إسماعيل نعنوع - ألفريد
- حسن مهدي
- سهير ناصر الدين
- إبراهيم ماضي
- رنا الرفاعي

## روابط خارجية
- مات هاتر على موقع IMDb (الإنجليزية)
- مات هاتر على موقع كينوبويسك (الروسية)
- مات هاتر على موقع ألو سيني (الفرنسية)
- مات هاتر على موقع قاعدة بيانات الفيلم (الإنجليزية)